# Hohenzollern-Hechingen
Hohenzollern-Hechingen là một cựu Thân vương quốc nằm ở phía Tây Nam nước Đức.

## Lịch sử

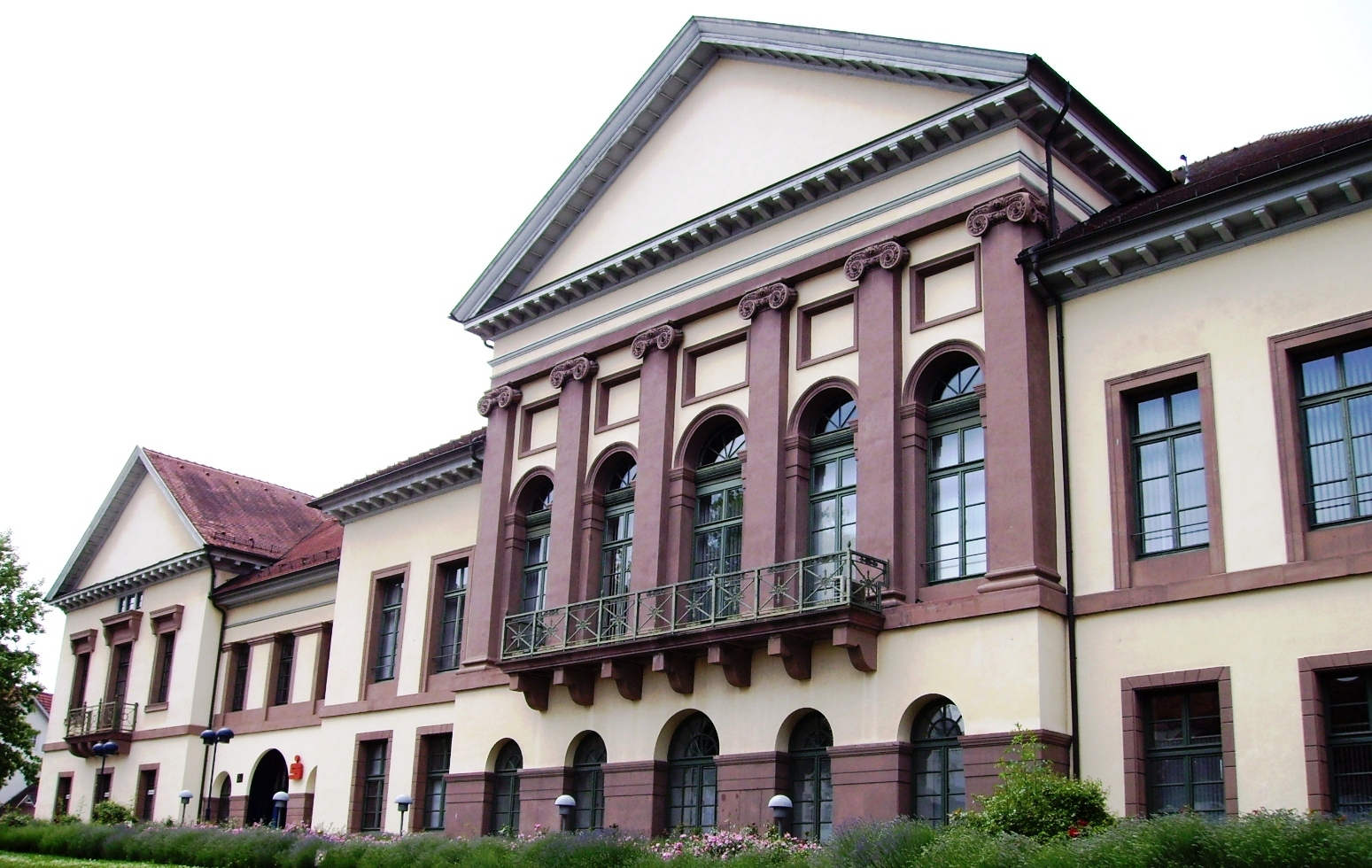
Lâu đài New Castle ở Hechingen

Bá quốc Hohenzollern-Hechingen được thành lập vào năm 1576 từ việc phân chia của Công quốc Hohenzollern, một thái ấp của Đế chế La Mã Thần thánh. Khi vị bá tước cuối cùng của Hohenzollern, Charles I của Hohenzollern (1512–1579) qua đời, lãnh thổ sẽ được chia cho ba người con trai của ông:
- Eitel Frederick IV của Hohenzollern-Hechingen (1545–1605)
- Charles II của Hohenzollern-Sigmaringen (1547–1606)
- Christopher của Hohenzollern-Haigerloch (1552–1592)

Không giống như những người Hohenzollerns ở Brandenburg và Phổ, những người Hohenzollerns ở tây nam nước Đức vẫn theo Công giáo La Mã. Bá quốc được nâng lên thành Thân vương quốc vào năm 1623.
Thân vương quốc gia nhập Liên bang sông Rhine vào năm 1806 và là một thành viên của Bang liên Đức từ năm 1815 đến năm 1850. Cách mạng dân chủ năm 1848 tương đối thành công ở Hohenzollern. Và vào ngày 16 tháng 5 năm 1848, Vương công buộc phải chấp nhận việc thành lập hiến pháp. Tuy nhiên, xung đột giữa phái quân chủ và các đảng viên dân chủ vẫn tiếp tục. Ngày 6 tháng 8 năm 1849, Hohenzollern bị quân Phổ chiếm đóng. Ngày 7 tháng 12 năm 1849, Vương công Friedrich Wilhelm Konstantin bán vương quốc cho người họ hàng của mình, Vua Frederick William IV của Phổ. Ngày 12 tháng 3 năm 1850, Hohenzollern-Hechingen chính thức trở thành một phần của Phổ, được sát nhập với Hohenzollern-Sigmaringen để thành lập tỉnh Hohenzollern.

## Người cai trị

### Bá tước của Hohenzollern-Hechingen (1576–1623)[1]
- Eitel Friedrich IV, Bá tước 1576–1605 (1545–1605), con trai cả của Karl I ở Hohenzollern
  -  Johann Georg, Bá tước 1605–1623 (1577–1623)

### Thân vương của Hohenzollern-Hechingen (1623–1850)
- Johann Georg, Vương công thứ nhất 23 tháng 3 - 28 tháng 9 năm 1623 (1577–1623)
  - Eitel Friedrich II [de], Vương công thứ 2 1623–1661 (1601–1661)
  -  Philipp Christoph Friedrich, Vương công thứ 3 1661–1671 (1616–1671)
    - Friedrich Wilhelm, Vương công thứ 4 1671–1735 (1663–1735)
      -  Friedrich Ludwig, Vương công thứ 5 1735–1750 (1688–1750)

    -  Vương công Hermann Friedrich của Hohenzollern-Hechingen (1665–1733)
      - Josef Friedrich Wilhelm, Vương công thứ 6 1750–1798 (1717–1798)
      -  Vương công Franz Xaver của Hohenzollern-Hechingen (1720–1765)
        -  Hermann, Vương công thứ 7 1798–1810 (1751–1810)
          -  Frederick, Vương công thứ 8 1810–1838 (1776–1838)
            -  Constantine, Vương công thứ 9 1838–1850 (1801–1869)